# Complexe de nuages interstellaires locaux
Le complexe de nuages interstellaires locaux est un ensemble de 15 nuages interstellaires, dont le Nuage interstellaire local, situés à moins de 15 parsecs (49 années-lumière) du Soleil, dans la Bulle locale.

## Membres
- Nuage interstellaire local
- Nuage G
- Nuage Blue
- Nuage de l'Aigle
- Nuage de l'Éridan
- Nuage d'Auriga
- Nuage des Hyades
- Nuage du Microscope
- Nuage d'Ophiuchus
- Nuage des Gémeaux
- Nuage du pôle nord galactique
- Nuage du Lion
- Nuage de la Dorade
- Nuage des Voiles
- Nuage de la Baleine